# クラレンス・クラーク
クラレンス・クラーク（Clarence Clark, 1859年8月27日 - 1937年6月29日）は、アメリカ・ペンシルベニア州ジャーマンタウン出身の男子テニス選手。フルネームは Clarence Munroe Clark （クラレンス・マンロー・クラーク）という。1881年から始まった全米テニス選手権（現在の全米オープンテニス）で、第1回大会の男子ダブルス優勝者になり、翌1882年の第2回大会で男子シングルス準優勝者になった選手である。彼の家族は名門のテニス一家であり、2歳年下の弟ジョセフ・クラーク（1861年 - 1956年）も国際テニス殿堂入りした名選手だった。

## 来歴
現在は「全米オープン」として知られるテニス競技大会は、1881年に男子シングルスと男子ダブルスの2部門が始まった。1968年に現在のような「オープン大会」となるまでは、各部門が個別の名称を持ち、大会会場も別々のテニスクラブで開かれた点が、他の3つのテニス4大大会と大きく異なる。最初の6年間、1881年から1886年までは「全米シングルス選手権」（現在の男子シングルス部門、名称：U.S. National Singles Championship）と「全米ダブルス選手権」（現在の男子ダブルス部門、名称：U.S. National Doubles Championship）が同じロードアイランド州ニューポートにある「ニューポート・カジノ」で開かれた。クラレンス・クラークは第1回「全米ダブルス選手権」でフレッド・テーラーと組み、アレクサンダー・ヴァン・レンセリアとアーサー・ニューボールドの組を 6-5, 6-4, 6-5 で破って優勝した。競技ルールは、4年前の1877年に始まったウィンブルドン選手権に準拠して実施されたが、1881年当時はウィンブルドン選手権でも、ゲームカウント 5-5 になった時は次のゲームで勝敗を決めていた。クラークのダブルス戦の優勝スコアに「6-5」が2つあるのは、この理由による。1881年から「全米テニス協会」（USTA）が発足し、彼は初代秘書として組織の確立に尽力した。
翌1882年、クラークは第2回「全米シングルス選手権」の準優勝者になった。当時は抽選表の組み方も不規則であり、トーナメントも準決勝までは最大3セット・マッチで、決勝戦のみ最大5セット・マッチで行われた。準決勝でエドワード・グレイを 6-2, 6-2 の2セットで破ったクラークは、決勝で第1回優勝者のリチャード・シアーズに 1-6, 4-6, 0-6 のストレート負け（セットカウント 0-3）を喫した。その後のシングルス成績は、準優勝から2年後の1884年にベスト4があるが、1885年に自らの競技生活を退いた。
1883年、クラレンスとジョセフのクラーク兄弟はイギリスに遠征し、親善試合としてウィリアムとアーネストの「レンショー兄弟」と2試合のダブルス戦を行ったが、2試合とも敗れた。これを足掛かりに、3人のアメリカ人選手が翌年の1884年ウィンブルドン選手権に初出場し、リチャード・シアーズ、ジェームズ・ドワイト、A・L・ライブズの3名が同選手権で最初の外国人出場者になった。クラーク兄弟はウィンブルドン選手権に出場しなかったが、シアーズやドワイトたちが選手権に出場する道を開いたのである。
アメリカ男子テニス界の黎明期を切り開いたクラレンス・マンロー・クラークは、1937年6月29日に故郷のペンシルベニア州ジャーマンタウンにて77歳10ヶ月で死去した。1954年に国際テニス殿堂が設立され、弟のジョセフは1955年に第1回の殿堂入り選手に選ばれたが、クラレンスは1983年に遅い殿堂入りを果たした。